# Guerras na Indochina
As guerras na Indochina (no idioma vietnamita: Chien tranh động Dương) foram uma série de guerras travadas no Sudeste Asiático a partir de 1947 até 1979, entre nacionalistas vietnamitas contra forças francesas, americanas e chinesas. O termo "Indochina" inicialmente se refere à Indochina Francesa, que incluía os atuais estados do Vietnã, Laos e Camboja. No uso corrente, aplica-se em grande parte a uma região geográfica, em vez de um espaço político. As quatro guerras foram:
- A Primeira Guerra da Indochina (chamada Guerra da Indochina na França e Guerra Francesa no Vietnã) começou como consequência da Segunda Guerra Mundial e durou até a derrota francesa em 1954. Após uma longa campanha de resistência por forças do Viet Minh que proclamou vitória após a rendição das forças do Japão e da França de Vichy no Norte ao final da II Guerra Mundial. Durante a II Guerra Mundial, o Sul foi temporariamente ocupado pelo exército britânico, que restaurou o controle colonial da República Francesa. Nas Nações Unidas e a aliança com os britânicos e americanos, os franceses exigiram o retorno de sua antiga colônia na Indochina antes de concordar em participar da OTAN. O comunista-nacionalista Viet Minh, a quem os Aliados tinham apoiado durante a guerra, continuaram lutando contra os franceses com o apoio da China e da URSS, em última análise, conduziu os franceses para fora da Indochina.
- A Segunda Guerra Indochina (chamada de Guerra do Vietnã, no Ocidente, e  de Guerra Americana, no Vietnã) começou como um conflito entre o governo do Vietnã do Sul, que era apoiado pelos Estados Unidos, e os seus opositores, tanto os sul-vietnamitas de base comunista: a Frente de Libertação Nacional (Viet Cong), aliados ao Vietnã do Norte. O conflito começou no final da década de 1950 e durou até 1975. Os Estados Unidos, com apoio da França desde a primeira guerra, invadiram o Vietnã e enfrentaram a oposição à Frente de Libertação Nacional e dos comunistas. O Vietnã do Norte se beneficiou do apoio financeiro e militar da China e da União Soviética, os membros do bloco comunista. Durante este tempo no Camboja, combates também ocorreram entre o governo apoiado pelos EUA e os comunistas do Khmer Vermelho (conhecida como a Guerra Civil Cambojana 1967-1975); e no Laos entre governo apoiado pelos EUA e os comunistas do Pathet Lao (conhecida como a Guerra Civil do Laos 1962-1975).
- A Guerra cambojana-vietnamita seguiu à Segunda Guerra da Indochina. O Vietnã invadiu o Camboja e depôs o regime genocida do Khmer Vermelho. A guerra durou de maio de 1975 a dezembro de 1989.
- A Guerra Sino-vietnamita (chamada Terceira Guerra Indochina), foi uma curta guerra ocorrida de Fevereiro a Março de 1979 entre a República Popular da China e a República Socialista do Vietnam. Os chineses invadiram o Vietnã como um "castigo" para a invasão vietnamita do Camboja, e se retirou um mês mais tarde depois de sofrer pesadas perdas.